# Gulenovci
Gulenovci (cyr. Гуленовци) – wieś w Serbii, w okręgu pirockim, w gminie Dimitrovgrad. W 2011 roku liczyła 22 mieszkańców.